# Platylabus ferrugineus
Platylabus ferrugineus är en stekelart som beskrevs av Cameron 1903. Platylabus ferrugineus ingår i släktet Platylabus och familjen brokparasitsteklar. Inga underarter finns listade i Catalogue of Life.